# Eupelmus gracilis
Eupelmus gracilis är en stekelart som beskrevs av Cameron 1884. Eupelmus gracilis ingår i släktet Eupelmus och familjen hoppglanssteklar.
Artens utbredningsområde är Guatemala. Inga underarter finns listade i Catalogue of Life.